# 岸田彩加
岸田彩加（1985年11月22日—），是一位日本女性播報員，目前於北海道電視台（HTB）服務。血型B型。

## 略歷
出生於北海道北廣島市。就讀札幌大學外國語學部英語學科時是日本籃球聯賽球隊北海道神風的啦啦隊員。
畢業後的2008年，與NHK室蘭放送局簽下四年主播合約。於NHK室蘭放送局的另一位上司主播久保田茂（後調往NHK札幌放送局）是大學同科學長。2012年4月，合約期滿後選擇進入北海道電視台，同期入社的還有前NHK仙台放送局主播村田美紀，兩人同為合約主播。
興趣是觀看運動賽事（特別是冰球）、開車、旅行、學韓語。專長為啦啦隊表演。

## 主持節目

### 現在主持節目
- 第一推薦!Morning（日语：イチオシ!モーニング）（新聞部份主持人）
- HTB News（日语：HTBニュース）（不定期）
- 情報市場（情報マルシェ!、2012年8月 -）

### 過去主持節目

#### NHK時期
- NETWORK NEWS北海道（日语：ネットワークニュース北海道）》（連線主持人等）
- 早安北海道（電車觀看記）

## 外部連結
- 北海道テレビ プロフィール （日語）
- Cheer up！（HTBホームページ内 本人ブログ） （日語）